# Denkmalgeschützte Objekte im Okres Nové Mesto nad Váhom

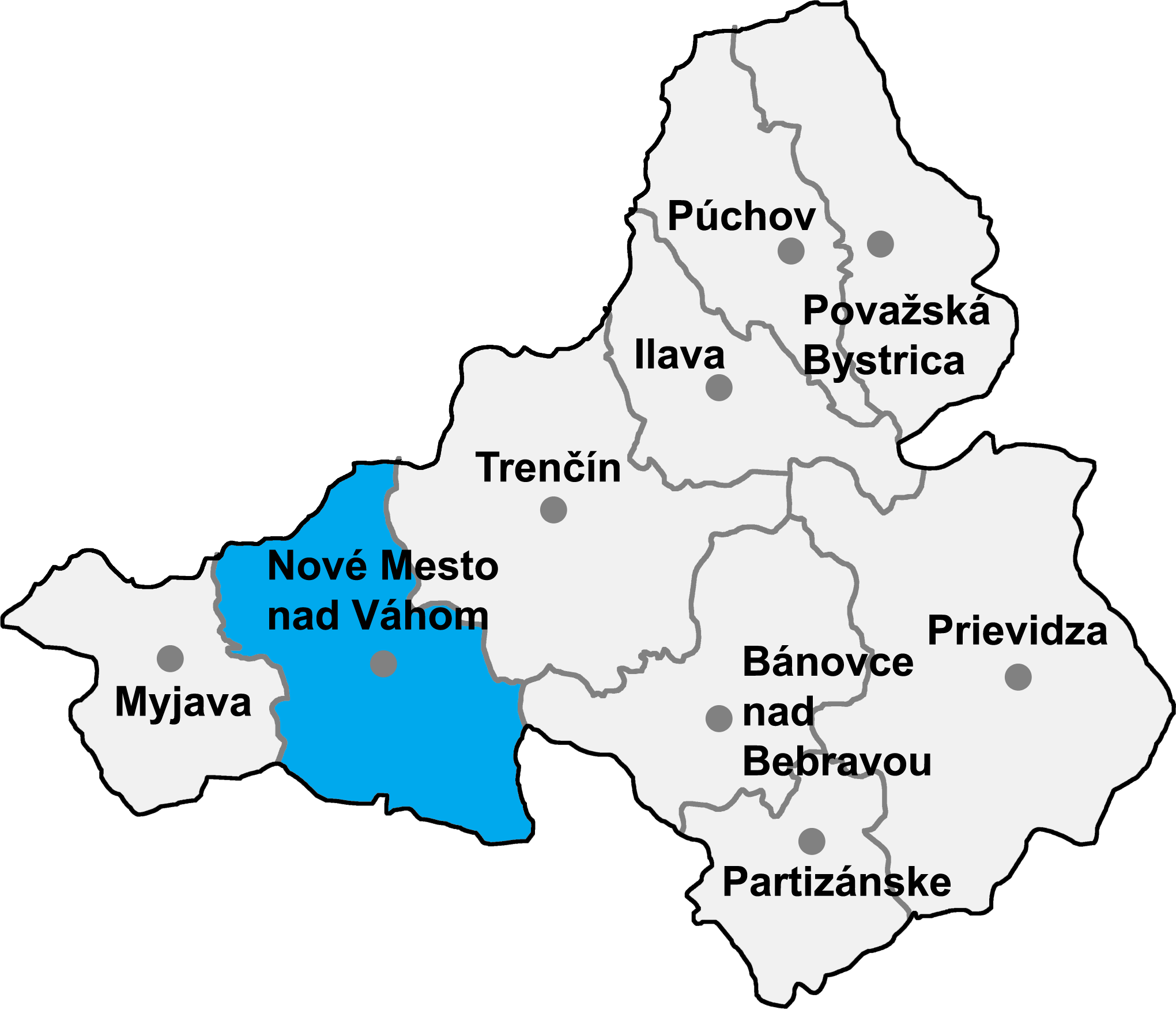

Im slowakischen Verwaltungsgebiet Okres Nové Mesto nad Váhom bestehen 167 denkmalgeschützte Objekte. 
Die unten angeführte Liste leitet zu den Gemeindelisten weiter und gibt die Anzahl der Objekte an. In Gemeinden, die nicht verlinkt sind, existieren keine geschützten Objekte.
| Gemeindeliste                               | Objektanzahl |
| ------------------------------------------- | ------------ |
| Beckov (Beckow)                             | 31           |
| Bošáca                                      | 0            |
| Brunovce (Brunotz)                          | 4            |
| Bzince pod Javorinou (Bzinetz)              | 8            |
| Čachtice (Schächtitz)                       | 29           |
| Častkovce (Tschächtkowitz)                  | 2            |
| Dolné Srnie                                 | 2            |
| Haluzice                                    | 3            |
| Horná Streda                                | 0            |
| Hôrka nad Váhom                             | 0            |
| Hrádok                                      | 1            |
| Hrachovište (Hrachowitz)                    | 1            |
| Kálnica                                     | 0            |
| Kočovce                                     | 4            |
| Lubina                                      | 9            |
| Lúka                                        | 3            |
| Modrová (Großmodro)                         | 1            |
| Modrovka (Kleinmodro)                       | 0            |
| Moravské Lieskové                           | 5            |
| Nová Bošáca                                 | 3            |
| Nová Lehota (Neulehota)                     | 1            |
| Nová Ves nad Váhom (Neudorf an der Waag)    | 1            |
| Nové Mesto nad Váhom (Neustadt an der Waag) | 23           |
| Očkov                                       | 2            |
| Pobedim (Popudin)                           | 6            |
| Podolie                                     | 3            |
| Potvorice                                   | 0            |
| Považany                                    | 3            |
| Stará Lehota (Altlehota)                    | 1            |
| Stará Turá (Altturn)                        | 10           |
| Trenčianske Bohuslavice                     | 2            |
| Vaďovce (Wädowitz)                          | 1            |
| Višňové                                     | 1            |
| Zemianske Podhradie                         | 8            |